# Colour

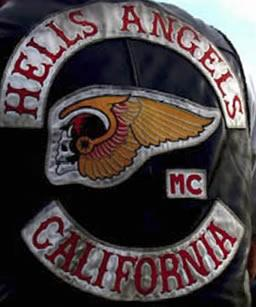
Dreiteiliges Colour der Hells Angels

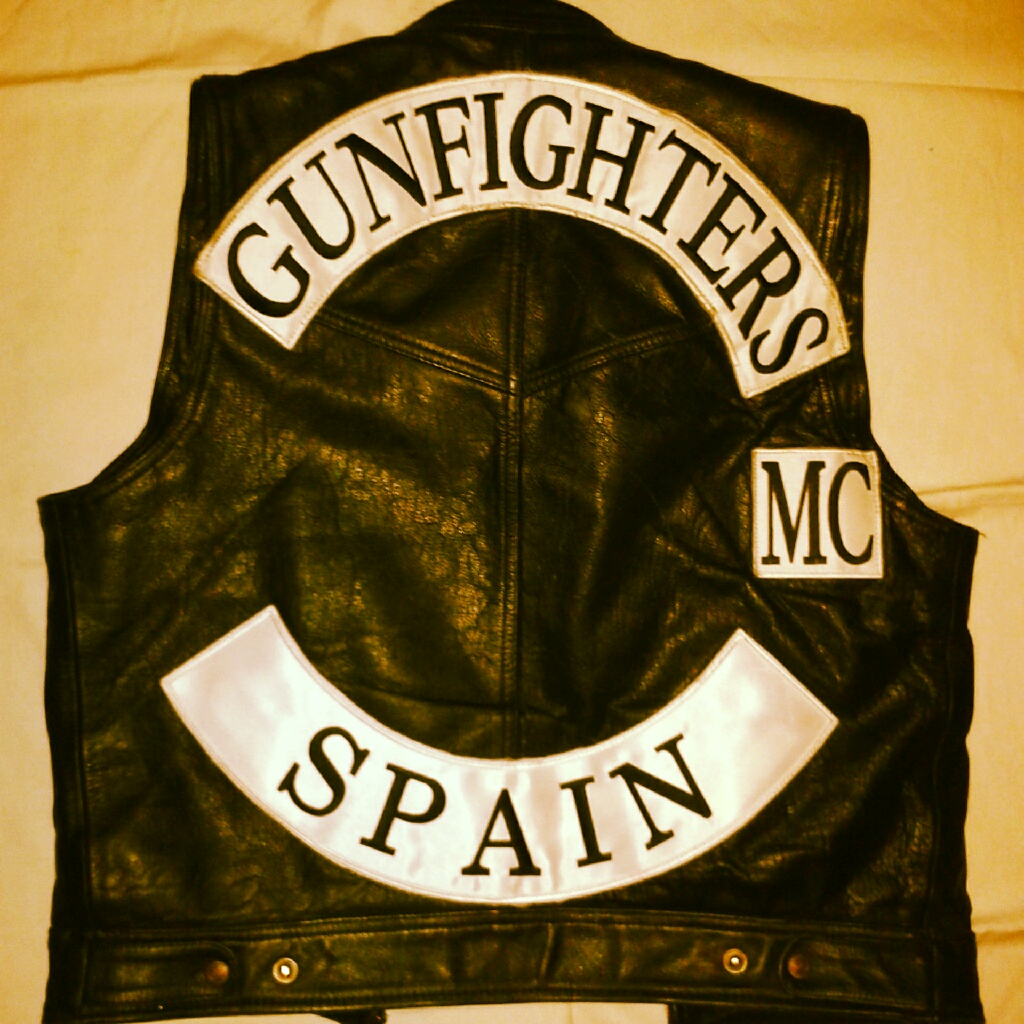
Colour eines Anwärters auf eine Vollmitgliedschaft ohne das Wappen, das sogenannte Centercrest

Das Colour (englisch für Farbe), auch Farben genannt, bezeichnet den Aufnäher, der bei Rockern meist auf der Rückseite ihrer Weste (der sogenannten Kutte) zu finden ist. Seit 2014 gibt es eine gerichtliche Auseinandersetzung darüber, inwieweit Colours verbotener krimineller Motorradclubs mit dem Strafrecht vereinbar sind und ob sie in der Öffentlichkeit, auch als Tätowierung, getragen werden dürfen.

Übliche Anordnung einer Weste eines Motorradclubs:
1: Top Rocker – üblicherweise Name des Clubs
2: Center Patch – Logo des Clubs
3: Bottom Rocker – üblicherweise nationale oder regionale Bezeichnung, z. B. Germany oder California
4: „1%er“-Abzeichen bei Outlaw-MCs
5: Clubname
6: Rangabzeichen, z. B. „Road Captain“, „President“ oder „Sergeant at Arms“
7: Side Rocker – üblicherweise Name des regionalen Chapters bzw. Charters, z. B. Berlin oder Nomads

## Aufbau
Die meisten Colours bei MCs dreiteilig aufgebaut. Motorfreunde (MF) oder Interessengemeinschaften tragen meist ein- bis zeiteilige. Bei dreiteiligen steht oben der Name (Top Rocker) in nach unten gebogener Schrift genannt. Im Zentrum findet sich ein Logo, das sogenannte Centercrest oder Center-Patch. Darunter folgt die geographische Herkunft, bezeichnet als Bottom Rocker. Entweder wird ein Ort – oder wie bei internationalen Clubs oft üblich – das jeweilige Land in nach oben gebogener Schrift genannt. Dazu kommen die Buchstaben MC für Motorrad-Club beziehungsweise Motorcycle Club. Gelegentlich werden die Schriftzüge, etwa der Name des Clubs, an der Vorderseite der Jacke auch als sogenannte Side Rocker getragen.

## Bedeutung
Die Verwendung des Colours kommt der eines Wappens sehr nahe. Es zeigt die Zugehörigkeit zu einem Club und dass der Träger die jeweiligen Clubregeln verinnerlicht hat und sie lebt. Gerade auch im Hinblick auf Gebietsansprüche, sozusagen das Hoheitsgebiet eines Clubs, sowie die Abgrenzung zu anderen MCs ist das Tragen der Clubfarben für die Mitglieder wichtig. Ein Anwärter auf eine Mitgliedschaft, ein Prospect, trägt auf seiner Weste nur Top und Bottom Rocker. Das Centercrest wird ihm nach bestandener Bewährung bei einem Initiationsritus verliehen. Erst dann ist er ein vollwertiges Mitglied des Clubs und der Gemeinschaft.

## Begriff
Im US-amerikanischen wird der Begriff Backpatch, gelegentlich auch Color verwendet. Die Bikers News, die sich als Sprachrohr der deutschsprachigen Rocker verstehen, führen aus, dass sich die heimische Szene für den Begriff Colour entschieden hat. Auch der Begriff Farben hat sich in der Rockerwelt etabliert.

## Ursprung
Erkennungszeichen sind in Subkulturen oder Szenen nichts Ungewöhnliches, um Mitglieder zu identifizieren und das Gefühl der Zusammengehörigkeit zu erzeugen. Die Vorbilder für das Colour finden sich in Form von Aufnähern bereits bei den Mods und den Rockern Ende der 1960er Jahre in England, die mit den Rockern der Motorradszene nicht gleichzusetzen sind. Auch die Rezeption von Aufnähern und Westen in Filmen wie Die wilden Engel trug mit zur Etablierung der Colours in der Szene der Motorradclubs bei.